# بازی‌های پاناتنائیک

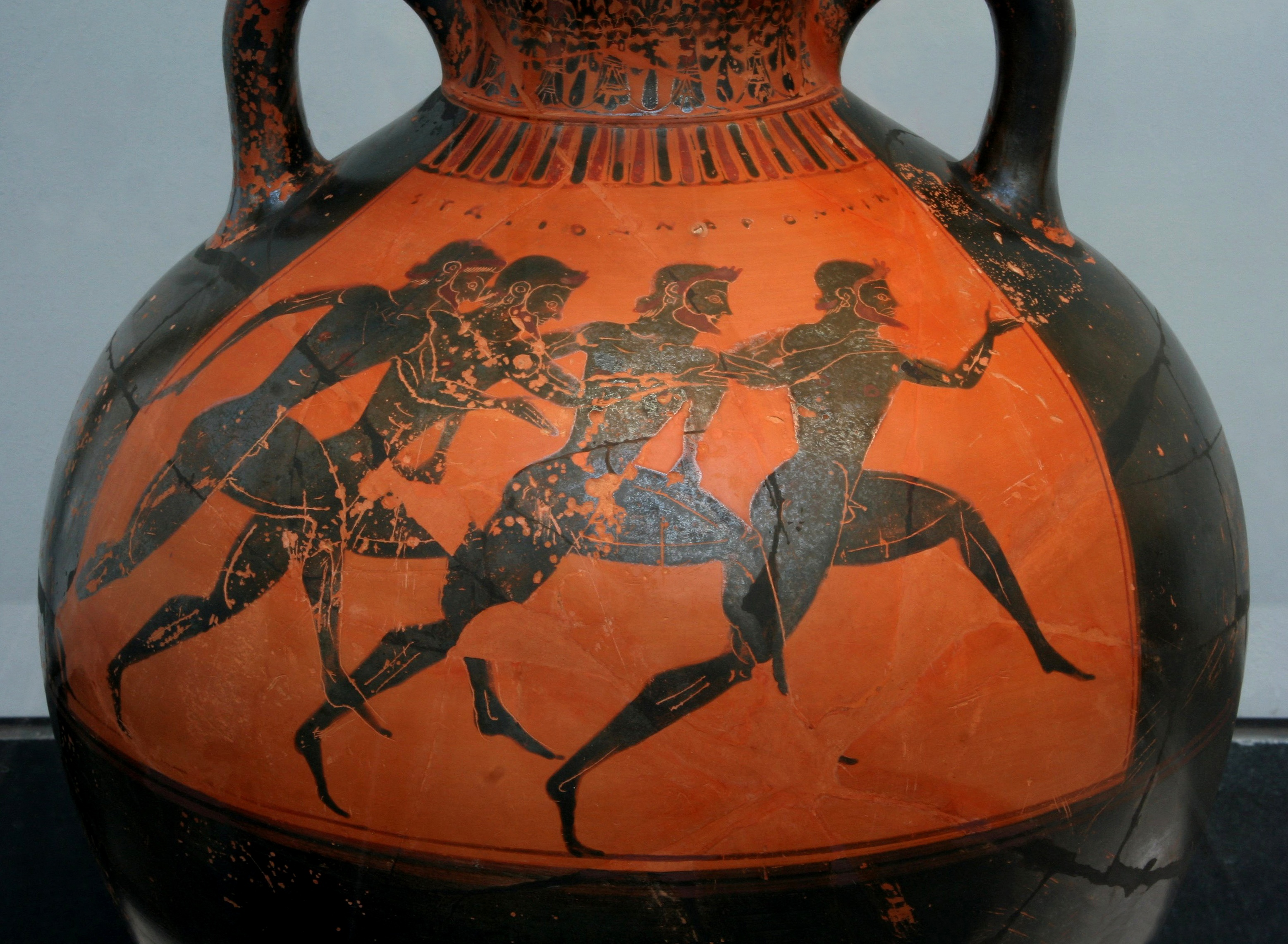
گلدان یونانی که دوندگان را در بازی‌های پاناتنائیک c. 530 پ‌م نشان می‌دهد

بازی‌های پاناتنائیک (به یونانی باستان: Παναθήναια) رویدادی بود که هر چهار سال یکبار در آتن، در یونان باستان، از ۵۶۶ پیش از میلاد تا قرن سوم پس از میلاد برگزار می‌شد. این بازی‌ها شامل جشنواره‌های مذهبی، مراسم (شامل توزیع جوایز)، مسابقات ورزشی و رویدادهای فرهنگی بود که در یک استادیوم برگزار می‌شد.

## تاریخچه
جشن پاناتنائیک به منظور گرامیداشت الهه آتنا بود، که بنا بر باور یونانیان پس از رقابت با خدای پوزیدون، حامی شهر آتن شده بود؛ لذا اهالی آتن با تقدیم هدایا و نذوراتی برای آتنا، حمایت او را پاس می‌داشتند. این جشنواره همچنین باعث اتحاد بین مردم شهر آتن می‌شد.
تلاش برای ترور هیپیاس و هیپارخوس ظالم در طول پاناتنائا در سال ۵۱۴ قبل از میلاد، توسط هارمودیوس و آریستوگیتون اغلب به عنوان سرآغاز دموکراسی در آتن در نظر گرفته می‌شود.
از آنجایی که زادگاه آتنا دریاچه تریتونیس در شمال آفریقا است، آتنی‌ها ورزشکاران اهل آفریقای شمالی را برای شرکت در بازی‌های پاناتنائیک منع نمی‌کردند، زیرا آن‌ها را فرهنگ مشابهی با فرهنگ یونانی‌ها می‌دانستند. یکی از نمونه‌های آن شاهزاده مستنابال است که شاهزادهٔ نومیدیا و پسر ماسینیسا بود، که برای نومیدیا چهار قهرمانی در مسابقات ارابه‌رانی به دست آورد.

## رویدادها
مسابقاتی که جشنواره برای آنها شناخته می‌شد، بخشی از پاناتنایای بزرگ، یک مناسک مذهبی بسیار بزرگتر، بود. این آیین‌ها شامل قربانی‌های متعدد برای آتنا (همنام رویداد و خدای حامی میزبانان رویداد) و همچنین پوزیدون و دیگران بود. پاناتنایای کوچک، رویداد خواهر پاناتنایای بزرگ بود که هر ساله با ۳ تا ۴ روز جشن کمتر در برگزار می‌شد. این مسابقات معتبرترین بازی برای شهروندان آتن بود، اما به اندازه بازی‌های المپیک یا سایر بازی‌های پانهلنیک اهمیت نداشت.
بازی‌های پاناتنائیک همچنین شامل مسابقات شعر و موسیقی بود. جوایزی برای بازخوانی نقالی شعرهای هومری، برای موسیقی دستگاهی بر ردیف اولوس و سیتارا، و برای آواز خواندن با همراهی اولوس و سیتارا (سیتارودی) اهدا می‌شد. علاوه بر این، بازی‌ها شامل خواندن شعر حماسی از شاعران نخستین مانند هومر، پیندار و هزیود بود.

## استادیوم پاناتنائیک

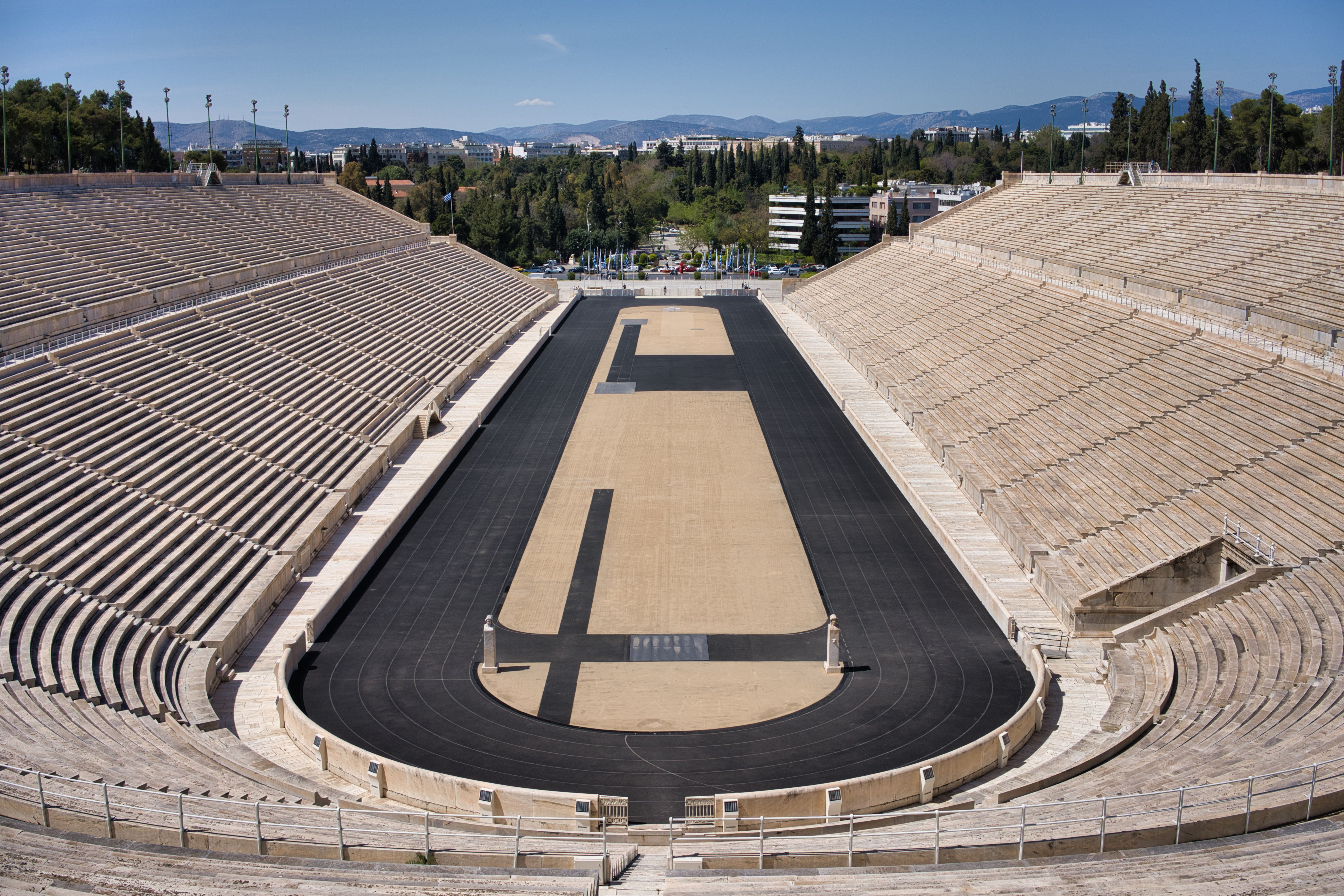
استادیوم پاناتینایکو در آتن

مسابقات ورزشی در استادیوم پاناتنائیک برگزار می‌شد که هنوز هم مورد استفاده قرار می‌گیرد. در سال ۱۸۶۵ میلادی، اوانجلیس زاپاس ثروت هنگفتی را در وصیت نامه خود وقف کرد تا صرف حفاری و بازسازی استادیوم باستانی پاناتنائیک گردد تا بازی‌های المپیک مدرن هر چهار سال یکبار «به شیوه نیاکان» برگزار شود. استادیوم پاناتنائیک میزبان بازی‌های المپیک زاپاس در سالهای 1870 و ۱۸۷۵ و همچنین بازی‌های المپیک مدرن در سال‌های ۱۸۹۶ و ۲۰۰۴ بوده است. این استادیوم همچنین میزبان بازی‌های بین‌المللی سال ۱۹۰۶ بود.

### مسابقات
در بازی‌های پاناتنائیک مسابقاتی را در چندین رویداد موسیقی، ورزشی و سوارکاری برگزار می‌کردند. با توجه به این واقعیت که مسابقات زیادی برگزار می‌شد، بازی‌ها معمولاً کمی بیش از یک هفته به طول می‌انجامید. یک بلوک مرمری از قرن چهارم کشف شده که کارشناسان توضیح می‌دهند روی بلوک برنامه ای برای بازی‌ها و همچنین رویدادهای فردی و جوایز آنها نوشته شده است. کتیبه همچنین می‌گوید که دو رده سنی برای رویدادهای موسیقی وجود دارد اما سه رده سنی برای رویدادهای ورزشی وجود دارد. طبق نظر محققان، گروه‌های سنی ۱۲–۱۶ ساله یعنی پسران، ۱۶–۲۰ ساله یعنی جوانان بی ریش و و بالای ۲۰ سال شامل مردان را دربر می‌گرفت. یکی از چیزهایی که در مورد این بازی‌ها با مراسم تشریفات بازی‌های معمولی متفاوت بود، این بود که به نایب قهرمان (نفر دوم) هر مسابقه هم جایزه می‌دادند.
با استفاده از این کتیبه، کارشناسان یک برنامه کلی مانند این را گردآوری کردند: روز اول: مسابقه موزیکال و نقالی اشعار حماسی. روز دوم: مسابقه ورزشی برای پسران و جوانان. روز سوم: مسابقه ورزشی برای مردان. روز چهارم: مسابقه سوارکاری؛ روز پنجم: مسابقه قبیله‌ای. روز ششم: حمل مشعل و قربانی. روز هفتم: مسابقه قایق‌سواری. روز هشتم: اهدای جوایز و برگزاری جشن‌ها. کارشناسان بر اساس ترتیب جوایزی که روی بلوک سنگ مرمر نوشته شده بود، به‌طور منطقی به نحوه انجام بازی‌ها دست یافتند. ورزش‌های کشتی و دیسک نیز در این مسابقات شرکت داشتند.
شرکت‌کنندگان رویدادهای موسیقایی عبارت بودند از نوازندگان کیتارا، نوازندگان فلوت و خوانندگان. رویدادهای ورزشی عبارت بودند از استادیون، پنج‌گانه، کشتی، بوکس و پانکریشن. مسابقات سوارکاری عبارت بودند از مسابقه ارابه‌رانی دو اسب، مسابقه اسب‌دوانی و پرتاب نیزه از روی اسب. بر اساس کتیبه متوجه می‌شویم که جوایز اهدا شده به مردان و جوانان متفاوت بوده است. به مردان مقدار معینی درهم و/یا تاج با ارزشی به مقدار معینی درهم پاداش داده می‌شد. به پسران و جوانان تعداد معینی آمفورای حاوی روغن زیتون داده می‌شد.

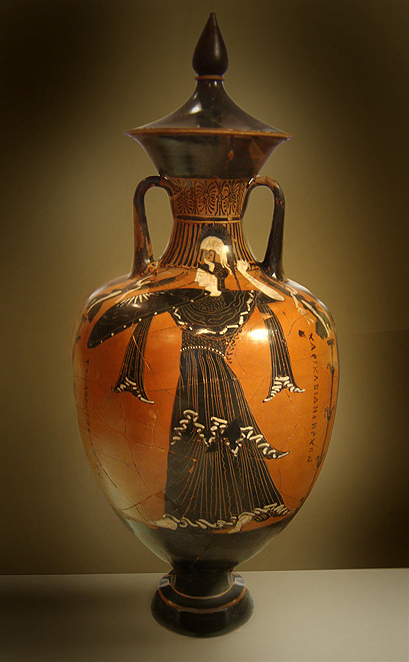
آتنا روی آمفورای پاناتنائیک (موزه ملی باستان‌شناسی آتن)

### تشریفات
بازی‌های پاناتنائیک یک رویداد کروماتیتیک (یعنی "پولی") بود که در آن برنده جوایزی با ارزش مالی به خانه می‌برد و از این منظر، برخلاف بازی‌های استفانیتی (یعنی "تاج‌دار") مانند المپیک بود، که به برنده فقط یک تاج نمادین اهدا می‌کردند. مراسم اهدای جوایز شامل توزیع آمفورای پاناتنائیک بود که ظروف سرامیکی بزرگی بودند که در آن حاوی روغن زیتون (کالایی لوکس در آن زمان) به عنوان جایزه بود. برنده مسابقه ارابه‌رانی به عنوان جایزه یکصد و چهل آمفورای پاناتنائیک پر از روغن زیتون دریافت می‌کرد.

## در اساطیر
در اسطوره مینوتور، پسر آندروگئوس در مینوس، در جریان بازی‌های پاناتنائیک کشته می‌شود. برخی روایت‌ها، مانند بیبلوتکا که یک شبه آپولودور است، بیان می‌کنند که او پیروز شد و رقبای حسودش به کمین نشستند و او را کشتند. دیگران، منابع دیگر همچون گراسیائه دسکریپتو اثر پاوسانیاس، می‌گویند که او توسط یک گاو خشمگین زیر پا له شد.

## مطالعه بیشتر
- Roisman, Joseph, and translated by J.C Yardley, Ancient Greece from Homer to Alexander, Blackwell Publishing Ltd, 2011, شابک ‎۱-۴۰۵۱-۲۷۷۶-۷
- Young, David C. , A Brief History of the Olympic Games, Wiley-Blackwell, 2004, شابک ‎۹۷۸-۱-۴۰۵۱-۱۱۲۹-۴
- Chisholm, Hugh, ed. (1911). "Panathenaea" . Encyclopædia Britannica (به انگلیسی) (11th ed.). Cambridge University Press.